# Walter Deiter
Walter Perry Deiter OC (* 31. Mai 1916
im Peepeekisis-Reservat, Saskatchewan; † 17. September 1988 in Regina, Saskatchewan) war ein indianischer Stammesführer und Politiker in Kanada. Er war Gründer der National Indian Brotherhood (später umbenannt nach Versammlung der First Nations).

## Leben und Leistungen
Deiter wurde 1916 als Mitglied der Cree im Peepeekisis-Reservat 135 km südwestlich von Regina geboren. Nach seinem Schulbesuch trat er im Zweiten Weltkrieg der kanadischen Armee bei, musste sie jedoch aus gesundheitlichen Gründen wieder verlassen und verbrachte vier Monate in einem Tuberkulose-Sanatorium.
In den 1950er Jahren beteiligte er sich an den Friendship Centers (‚Freundschaftszentren‘), die Indianern Hilfe anboten, die von abgelegenen Reservaten in kanadische Großstädte migrierten. Zusammen mit seiner Frau Inez war er 1958 an der Gründung des Friendship Centers in Saskatoon beteiligt und wurde 1963 der erste indianische Vorsitzende des Friendship Centers in Regina.
Von 1966 bis 1968 war er oberster Stammesführer der indianischen Völker in Saskatchewan (Federation of Saskatchewan Indian Nations). Unter seiner Führung setzte sich das Bündnis erfolgreich für die Rechte der Indianer ein, die ihnen in den Verträgen (Numbered Treaties) zugesichert worden waren. Zu seinen Mitstreitern gehörten John Tootoosis, Hilliard McNabb, Henry Langham und Lawrence Thompson. Zur Verbesserung der Lebensbedingungen der Indianer handelte er mit der Regierung in Saskatchewan Entwicklungsprogramme und eine fünfprozentige Einstellungsquote bei Regierungsstellen für Indianer und Métis aus. 1966 richtete die kanadische Regierung das National Indian Advisory Board ein und ernannte Deiter zu einem seiner Mitglieder.
Im Jahr 1968 verließ er die Federation of Saskatchewan Indian Nations, um die Aufgabe zu übernehmen, eine Vertretung der indianischen Völker auf nationaler Ebene zu gründen. Die Organisation, zuerst Indian National Brotherhood (‚Indianische Nationale Bruderschaft‘) benannt, wurde 1982 in Versammlung der First Nations umbenannt. Unter seiner Führung 1968 bis 1970 widersetzte sich die Organisation der Politik der zwangsweisen Eingliederung von Indianern in die kanadische Gesellschaft (der White Paper Policy von Jean Chrétien).
Danach kehrte er nach Saskatchewan zurück und beteiligte sich am Aufbau eines Rats zur Bekämpfung von Alkoholmissbrauch unter Indianern (Native Alcohol Council) und von Rehabilitationszentren in ihren eigenen Gebieten. Er war auch bei der Planung von weiteren Entwicklungsprogrammen beteiligt und Mitglied des Stammesrats seines Volkes im Peepeekisis-Reservat.
1979 war er einer von fünf Repräsentanten der Indianer, die nach London fuhren, um das britische Parlament über die Ablehnung des geplanten Canada Acts zu informieren, solange er nicht die Rechte der Indianern garantierte, die ihnen aus den vorherigen Verträgen  zustanden.
Im Jahr 1980 wurde Walter Deiter in die Order of Canada aufgenommen, Kanadas höchste Auszeichnung für Zivilpersonen.